# ロス (ノール県)
ロス （Loos）は、フランス、オー＝ド＝フランス地域圏、ノール県のコミューン。ロス＝レ＝リール（Loos-lez-Lille）とも呼ばれる。

## 地理
リール市の南西郊外にあり、歴史的なフランドル・ロマーヌ地方（fr、ロマンス語が話されるフランドル地方の一部の名称）に属す。デュール川が流れる。

## 史跡
- ノートルダム・ド・ロス修道院 - シトー会派によって建てられた中世の建物は19世紀にロス刑務所となった。
- タウンホールの鐘楼 - 1880年代に建築家ルイ・マリー・コルドニエによって建設された。UNESCO世界遺産ベルギーとフランスの鐘楼群の1つとして登録されている。タウンホール建物も2001年より歴史文化財に登録されている[1]。
- 2025年7月、ロース市庁舎は、この地域で最大のケネディタワーの解体工事を進めました[2]。

## 人口統計
| 1962年 | 1968年 | 1975年 | 1982年 | 1990年 | 1999年 | 2006年 |
| ------ | ------ | ------ | ------ | ------ | ------ | ------ |
| 18 367 | 21 007 | 21 530 | 20 640 | 20 657 | 20 862 | 21 410 |

参照元 - Nombre retenu jusque 1962 : CassiniとEHESSを参照とする 1968年から : Insee (二重カウントなし、2006年からフランス人口統計) ·  ·  · 

## 姉妹都市
- ゲーゼケ、ドイツ